# Joachim Halupczok
Joachim Halupczok (3 giugno 1968 – Opole, 5 febbraio 1994) è stato un ciclista su strada polacco.

## Palmarès
- 1989 (Dilettanti)

Gran Premio Liberazione
Campionati polacchi, Gara in linea Dilettanti
Classifica generale Rheinland-Pfalz-Rundfahrt
Campionati del mondo, Prova in linea Dilettanti

### Olimpiadi
- 1 medaglia:
  - 1 argento (Seul 1988 nella corsa a cronometro a squadre)